# C+C Music Factory
C+C Music Factory је била америчка музичка група.
Групу су основали у Њујорку 1989. године Дејвид Кол и Роберт Кливлес. Најпознатији су по хитовима: „Gonna Make You Sweat (Everybody Dance Now)”, „Here We Go”, „Things That Make You Go Hmmm...”, „Just a Touch of Love” и „Keep It Comin'”. Група је престала да снима 1996. године, након смрти Дејвида Кола. Године 2010, накратко је наставила са радом и Ерик Купер је заменио Кола.
C+C Music Factory је освојила укупно 35 музичких награда широм света, укључујући пет награда од стране Билборда, пет америчких музичких награда и две награде МТВ за спотове. У децембру 2016, часопис Билборд сврстао их је на 44. место најуспешнијих денс уметника свих времена.

## Дискографија

### Студијски албуми
- 1990 : Gonna Make You Sweat
- 1994 : Anything Goes!
- 1995 : C+C Music Factory
- 2009 : The Very Best of C&C Music Factory

### Синглови
- 1990 : Gonna Make You Sweat (Everybody Dance Now) (#1 Billboards Hot 100 Singles, #1 R&B Singles charts)
- 1991 : Here We Go (Let's Rock & Roll) // Things That Make You Go Hmmm... // Just A Touch Of Love (Everyday)
- 1994 : Do You Wanna Get Funky  // Take a Toke
- 1995 : I Found Love // I'll Always Be Around